# Kaptai
Kaptai è un sottodistretto (upazila) del Bangladesh situato nel distretto di Rangamati, divisione di Chittagong. Si estende su una superficie di 259,00 km² e conta una popolazione di 66.135 abitanti (dato censimento 1991).